# 普済寺 (深谷市)
普済寺（ふさいじ）は、埼玉県深谷市にある曹洞宗の寺院。

## 歴史
平安時代末期 - 鎌倉時代初期、岡部忠澄の開基である。忠澄は当地を地盤とする岡部氏の当主で一ノ谷の戦いで平忠度を討ち取ったことで知られる。
当寺から約200メートル北に忠澄を始めとする岡部一族の墓がある。忠澄の墓石を削り取った粉を煎じて飲めば、不妊症の女性は子が授かり、乳の出が悪い女性は良く出るとされたため、削り取られた跡がある。

## 文化財
- 岡部六弥太忠澄墓（埼玉県指定史跡 大正13年3月31日指定）[2]
- 普済寺のカヤの木（深谷市指定天然記念物 昭和54年4月1日指定）[3]

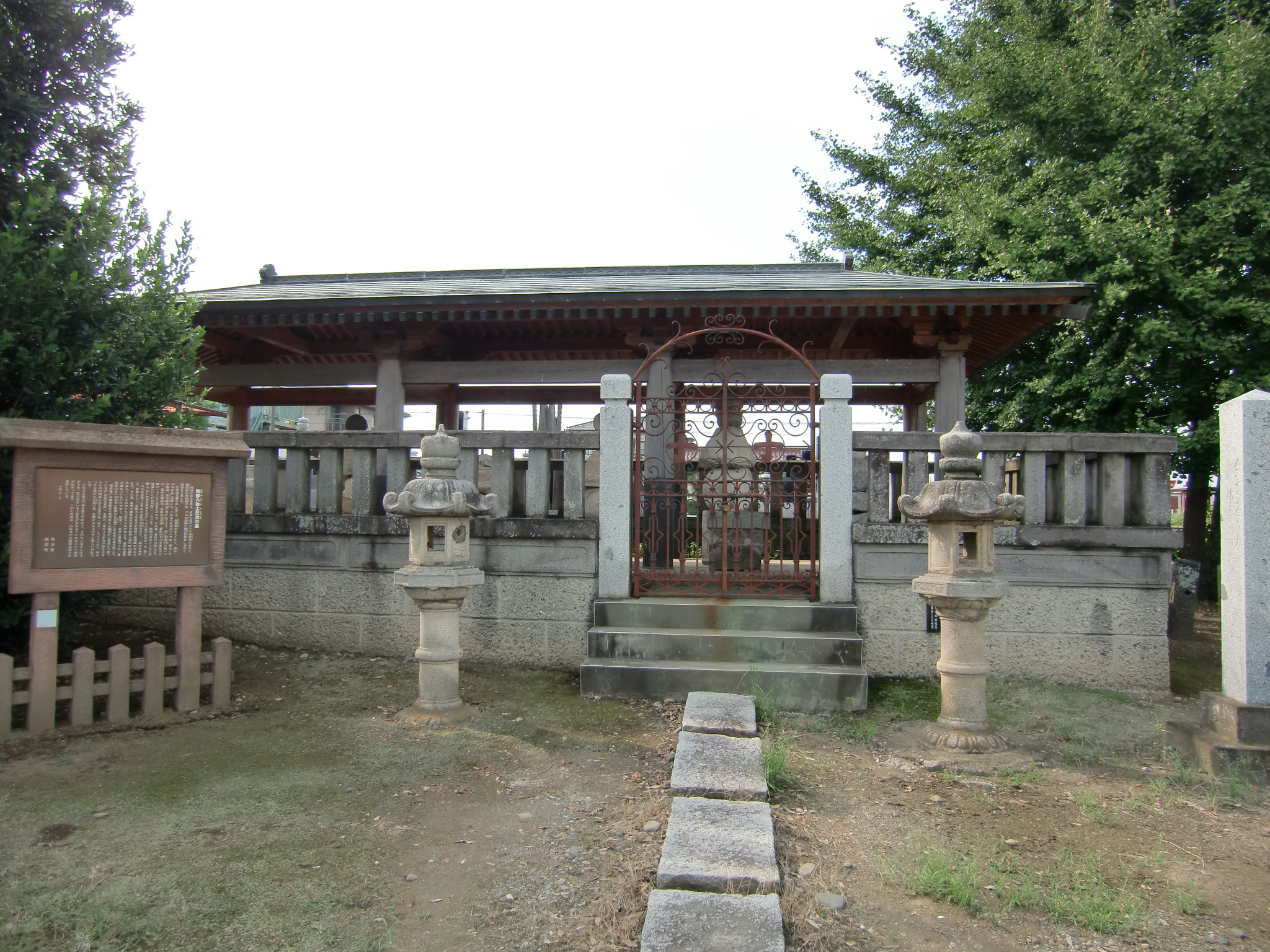
岡部六弥太忠澄墓

## 交通アクセス
- 岡部駅より徒歩20分。